# Festival slovenskega filma 2018
21. Festival slovenskega filma je potekal od 10. do 15. septembra 2018 v Portorožu (in Ljubljani). Direktorica festivala je bila Jelka Stergel.
Otvoritveni film je bil Ne bom več luzerka Urše Menart, ki je postal prvi film ženske avtorice, nagrajen z "glavno" nagrado festivala – vesno za najboljši celovečerni film.
21. izvedba festivala je prinesla dve novi prizorišči: razstavišče Monfort v Portorožu in Kino Komuna v Ljubljani. 
Tekmovalni program je potekal v Avditoriju Portorož (Glavna dvorana), projekcije preglednega programa, mednarodnih koprodukcij in sekcije Posvečeno pa so potekale v Monfortu (Kamnita dvorana). V Monfortu je potekal tudi večerni spremljevalni kulturno-glasbeni program (Lesena dvorana). Izbrane projekcije filmov preglednega in tekmovalnega programa (10 dokumentarnih filmov) so bile tudi v ljubljanskem Kinu Komuna, kjer so bili 16. in 17. septembra predvajani tudi zmagovalni filmi.

### Številke
Na 21. FSF je bilo prijavljenih 154 filmov, izmed katerih se jih je 111 uvrstilo na festival. V uradni tekmovalni program se je uvrstilo 52 filmov: 16 celovečernih, 6 srednjemetražnih, 17 kratkih in 10 študijskih filmov ter 3 manjšinske koprodukcije; v pregledni program pa 37: 4 celovečernih, 8 srednjemetražnih, 13 kratkih in 9 študijskih filmov ter 3 manjšinske koprodukcije. Poleg tega je bilo prikazanih še 11 filmskih stvaritev osnovno- in srednješolcev (spremljevalni programski sklop Podmladek), 8 kratkih otroških animiranih filmov (sklop za najmlajše) in 3 celovečerni filmi Badjurovega nagrajenca Tuga Štiglica (Posvečeno).
Obiskovalcev v kinodvoranah je bilo 7.188.

## Nagrade

### Vesne
(1) Strokovna žirija za celovečerne (igrane, dokumentarne, animirane) filme je podelila nagrade vesna:
- za najboljši celovečerni film: Ne bom več luzerka (r. Urša Menart; prod. Vertigo Produkcija)
- za najboljšo režijo: Darko Štante (Posledice)
- za najboljši scenarij: Urša Menart (Ne bom več luzerka)
- za najboljšo glavno žensko vlogo: Judita Franković Brdar (Izbrisana)
- za najboljšo glavno moško vlogo: Matej Zemljič (Posledice)
- za najboljšo stransko žensko vlogo: Živa Selan (Ne bom več luzerka)
- za najboljšo stransko moško vlogo: Timon Šturbej (Posledice)
- za najboljšo fotografijo: Mitja Ličen (Zgodovina ljubezni)
- za najboljšo izvirno glasbo: Jura Ferina, Pavao Miholjević, Vladimír Godár (Izbrisana)
- za najboljšo montažo: Zlatjan Čučkov (Koliko se ljubiš?)
- za najboljšo scenografijo: Matjaž Pavlovec (Izbrisana)
- za najboljšo kostumografijo: Sanja Džeba (Izbrisana)
- za najboljšo masko: Nataša Sevčnikar (Gajin svet)
- za najboljši zvok: Julij Zornik (Lep pozdrav iz svobodnih gozdov)

(2) Strokovna žirija za druge kategorije je podelila nagrade vesna:
- za najboljši dokumentarni film: Koliko se ljubiš? (r. Nina Blažin; prod. Sever & Sever)
- za najboljši kratki igrani film: Poslednji dan Rudolfa Nietscheja (r. Blaž Kutin; prod. Nukleus film Slovenija)
- za najboljšo manjšinsko koprodukcijo: Zimske muhe (r. Olmo Omerzu; prod. Endorfilm, Cvinger Film)
- za najboljši animirani film: Koyaa – Divji ležalnik (r. Kolja Saksida; prod. ZVVIKS)
- za najboljši študijski film: Voyage voyage (r. Lun Sevnik; prod. FAMU Praga)
- za poseben izvirni filmski dosežek:[b] Zgodovina ljubezni (r. Sonja Prosenc; prod. MONOO)

(3) Žiriji sta podelili dve vesni za posebne dosežke:
- Gajin svet (r. Peter Bratuša; prod. Felina Films)
- Nori dnevi (r. Damian Nenadić; prod. Restart)[4]

(4) Nagrado občinstva (vesna za najboljši film po izboru občinstva) je dobil film Posledice (r. Darko Štante; prod. Temporama).
| Film                                                | Ocena |
| --------------------------------------------------- | ----- |
| Posledice                                           | 4,75  |
| Ne bom več luzerka                                  | 4,69  |
| Tkanje pogledov – Jože Dolmark                      | 4,62  |
| Skupaj                                              | 4,62  |
| Pero Lovšin – Ti lahko                              | 4,53  |
| Cankar                                              | 4,47  |
| Gajin svet                                          | 4,43  |
| iOtok                                               | 4,39  |
| Prebujanja                                          | 4,37  |
| Igram, sem                                          | 4,29  |
| Tisoč ur bridkosti za eno uro veselja – Ivan Cankar | 4,27  |
| Izbrisana                                           | 4,25  |
| Zgodovina ljubezni                                  | 3,80  |
| Koliko se ljubiš?                                   | X     |
| My Way 50 – Med iskanim in najdenim svetom          | X     |
| Odraščanje                                          | X     |

Za nagrado občinstva se je potegovalo vseh 16 celovečernih filmov iz tekmovalnega programa. Pri treh filmih (ocena X) ni bilo oddanih dovolj veljavnih glasovnic.

### Ostale nagrade
- Badjurova nagrada za življenjsko delo: Tugo Štiglic
- nagrada žirije slovenskih filmskih kritikov in kritičark: Posledice
  - posebna omemba žirije slovenskih filmskih kritikov in kritičark: Ne bom več luzerka
- najboljši film iz sklopa Podmladek po mnenju mladih kritikov: Metum (r. skupinsko delo)
  - posebna omemba za najboljši film iz sklopa Podmladek: Kar človek čuti (r. Urh Pirc)
- nagrada kosobrin:[d] Petra Trampuž

### Sestava žirij
- komisija za podelitev nagrade Metoda Badjure:
  - Mako Sajko
  - Petra Seliškar
  - Simon Tanšek
  - Ženja Leiler
  - Miha Knific (predsednik)
- strokovna žirija za celovečerne filme:
  - Uldis Dimiševskis ()
  - Polona Juh
  - Boštjan Virc
- strokovna žirija za druge kategorije:
  - Haidy Kancler
  - Metod Pevec
  - Miloš Srdić[6]
- žirija filmskih kritikov in kritičark:
  - Ciril Oberstar
  - Petra Meterc
  - Matevž Jerman

## Tekmovalni program

### Celovečerni igrani in dokumentarni filmi
| Film | Angleški naslov | Režiser                      | Dolžina | Leto | Vrsta               |
| --- | --- | ---------------------------- | ------- | ---- | ------------------- |
| Cankar | Cankar | Amir Muratović               | 93'     | 2018 | dokumentarno-igrani |
| Gajin svet | Gaja's World | Peter Bratuša                | 88'     | 2018 | igrani              |
| Igram, sem | I Act, I Am | Miroslav Mandić              | 105'    | 2018 | igrani              |
| iOtok | iIsland | Miha Čelar                   | 90'     | 2018 | dokumentarni        |
| Izbrisana | Erased | Miha Mazzini                 | 85'     | 2018 | igrani              |
| Koliko se ljubiš? | How Much Do You Love Yourself?                                                                                              | Nina Blažin                  | 82'     | 2017 | dokumentarni        |
| My Way 50 – Med iskanim in najdenim svetom                                                                                  | My Way 50 | Maja Weiss                   | 89'     | 2018 | dokumentarni        |
| Ne bom več luzerka | My Last Year As a Loser | Urša Menart                  | 88'     | 2018 | igrani              |
| Odraščanje | Growing Up | Siniša Gačić, Dominik Mencej | 80'     | 2017 | dokumentarni        |
| Pero Lovšin – Ti lahko | Pero Lovsin – You Can | Jani Sever                   | 80'     | 2017 | dokumentarni        |
| Posledice | Consequences | Darko Štante                 | 95'     | 2018 | igrani              |
| Prebujanja | Awakenings | Peter Bratuša                | 82'     | 2017 | igrani              |
| Skupaj | Together | Marko Šantić                 | 86'     | 2018 | igrani              |
| Tisoč ur bridkosti za eno uro veselja – Ivan Cankar / A Thousand Hours of Bitterness for a Single Hour of Joy – Ivan Cankar | Tisoč ur bridkosti za eno uro veselja – Ivan Cankar / A Thousand Hours of Bitterness for a Single Hour of Joy – Ivan Cankar | Dušan Moravec                | 79'     | 2018 | dokumentarni        |
| Tkanje pogledov – Jože Dolmark                                                                                              | A Man from the Border | Boris Jurjaševič             | 75'     | 2017 | dokumentarni        |
| Zgodovina ljubezni | History of Love | Sonja Prosenc                | 105'    | 2018 | igrani              |

### Manjšinske slovenske koprodukcije
| Film                            | Angleški naslov             | Režiser        | Dolžina | Leto | Vrsta        |
| ------------------------------- | --------------------------- | -------------- | ------- | ---- | ------------ |
| Lep pozdrav iz svobodnih gozdov | Greetings from Free Forests | Ian Soroka     | 98'     | 2018 | dokumentarni |
| Nori dnevi                      | Days of Madness             | Damian Nenadić | 73'     | 2018 | dokumentarni |
| Zimske muhe                     | Winter Flies                | Olmo Omerzu    | 85'     | 2018 | igrani       |

### Srednjemetražni filmi
| Film                                          | Angleški naslov                           | Režiser                     | Dolžina | Leto | Vrsta        |
| --------------------------------------------- | ----------------------------------------- | --------------------------- | ------- | ---- | ------------ |
| Alejandra                                     | Alejandra                                 | Vid Hajnšek, Klemen Brvar   | 59'     | 2018 | dokumentarni |
| Druga koža                                    | The Second Skin                           | Majda Širca                 | 52'     | 2018 | dokumentarni |
| Glasba je časovna umetnost 3, LP film Laibach | Music Is the Art of Time, LP Film Laibach | Igor Zupe                   | 52'     | 2018 | dokumentarni |
| Simfonija globine                             | Symphony of the Underworld                | Igor Vrtačnik               | 54'     | 2018 | dokumentarni |
| Sočasja                                       | Concurrences                              | Miha Vipotnik               | 52'     | 2017 | dokumentarni |
| Varuhi civilizacije                           | Guardians of Civilization                 | Erik Valenčič, Miha Mohorič | 52'     | 2018 | dokumentarni |

### Kratki filmi
| Film                             | Angleški naslov                     | Režiser              | Dolžina | Leto | Vrsta           |
| -------------------------------- | ----------------------------------- | -------------------- | ------- | ---- | --------------- |
| Dobrodošlica.                    | Welcome.                            | Davorin Marc         | 3'      | 2017 | eksperimentalni |
| Fundamenti                       | Fundaments                          | Peter Cerovšek       | 22'     | 2018 | dokumentarni    |
| Gospod Filodendron in jablana    | Mr. Philodendron and the Apple Tree | Grega Mastnak        | 6'      | 2017 | animirani       |
| Govorilne ure                    | Parent-Teacher Conference           | Gašper Antauer       | 28'     | 2018 | igrani          |
| Kandidat 235                     | Candidate 235                       | Rok Mlinar           | 7'      | 2017 | igrani          |
| Koyaa – Divji ležalnik           | Koyaa – Wild Sunbed                 | Kolja Saksida        | 3'      | 2017 | animirani       |
| Maček Muri – Kosilo              | Mury the Cat – Lunch                | Jernej Žmitek        | 11'     | 2018 | animirani       |
| Narava_narava                    | Nature_nature                       | Karl Vouk            | 12'     | 2018 | dokumentarni    |
| Na zemlji ni nebes               | On Earth There Is No Heaven         | Maja Alibegović      | 11'     | 2017 | dokumentarni    |
| Nedeljsko jutro                  | Sunday Morning                      | Martin Turk          | 14'     | 2018 | igrani          |
| Počitnice                        | Vacation                            | August Adrian Braatz | 5'      | 2018 | eksperimentalni |
| Poslednji dan Rudolfa Nietscheja | The Final Day of Rudolf Nietsche    | Blaž Kutin           | 26'     | 2018 | igrani          |
| Rojen za umret                   | Born to Die                         | Matjaž Žbontar       | 13'     | 2018 | eksperimentalni |
| Šola                             | School                              | Áron Horváth         | 21'     | 2018 | igrani          |
| Tiho                             | Quiet                               | Barbara Zemljič      | 15'     | 2017 | igrani          |
| Tunel                            | The Tunnel                          | Gregor Andolšek      | 15'     | 2017 | igrani          |
| Versopolis                       | Versopolis                          | Jan Cvitkovič        | 3'      | 2018 | igrani          |

### Študijski filmi
| Film                   | Angleški naslov             | Režiser              | Dolžina | Leto | Vrsta     |
| ---------------------- | --------------------------- | -------------------- | ------- | ---- | --------- |
| Assunta                | Assunta                     | Ester Ivakič         | 18'     | 2018 | igrani    |
| Čevljarna              | Shoemaker                   | Anton Martin Emeršič | 14'     | 2017 | igrani    |
| Kar ostane             | What Remains                | Neli Maraž           | 20'     | 2017 | igrani    |
| Nežka                  | Nellie                      | Gaja Möderndorfer    | 15'     | 2018 | igrani    |
| Ples ljubezni          | Dance of Love               | Leo Černic           | 6'      | 2018 | animirani |
| Spran                  | Washed Out                  | Miha Likar           | 25'     | 2018 | igrani    |
| Še sreča!              | Lucky for Us!               | Jure Dostal          | 21'     | 2017 | igrani    |
| Voyage Voyage          | Voyage Voyage               | Lun Sevnik           | 6'      | 2017 | igrani    |
| Vožnja, pesem za očeta | Drive, a Poem for My Father | Irena Gatej          | 13'     | 2018 | igrani    |
| Vrzel                  | Chasm                       | Ana Trebše           | 24'     | 2018 | igrani    |

## Pregledni program

### Celovečerni filmi
| Film                       | Angleški naslov      | Režiser           | Dolžina | Leto | Vrsta        |
| -------------------------- | -------------------- | ----------------- | ------- | ---- | ------------ |
| Filmoljubje                | Film-loving          | Slavko Hren       | 103'    | 2018 | dokumentarni |
| Sine legibus po poteh 1976 | Sine Legibus 1976    | Milena Olip       | 70'     | 2018 | dokumentarni |
| Srečno, Monte Carlo        | All That Monte Carlo | Martin Srebotnjak | 80'     | 2017 | dokumentarni |
| Unstill                    | Unstill              | Andraž Kadunc     | 78'     | 2018 | igrani       |

### Manjšinske slovenske koprodukcije
| Film        | Angleški naslov        | Režiser            | Dolžina | Leto | Vrsta  |
| ----------- | ---------------------- | ------------------ | ------- | ---- | ------ |
| Leto opice  | Year of the Monkey     | Vladimir Blaževski | 112'    | 2018 | igrani |
| Nasedli kit | The Belly of the Whale | Morgan Bushe       | 83'     | 2018 | igrani |
| Žaba        | The Frog               | Elmir Jukić        | 78'     | 2017 | igrani |

### Srednjemetražni filmi
| Film                            | Angleški naslov                        | Režiser            | Dolžina | Leto | Vrsta        |
| ------------------------------- | -------------------------------------- | ------------------ | ------- | ---- | ------------ |
| Govori glasneje                 | Talk Louder                            | Alma Lapajne       | 51'     | 2018 | dokumentarni |
| Jeklene ptice nad Idrijo        | The Steel Birds Over Idrija            | Dušan Moravec      | 51'     | 2018 | dokumentarni |
| Mojster in njegov Gašper        | Master and His Marionettes             | Magda Lapajne      | 53'     | 2018 | dokumentarni |
| Paragraf št. 1                  | Paragraph No. 1                        | Urban Zorko        | 53'     | 2018 | dokumentarni |
| Ptice jezer, njihova vrnitev    | Birds of the Lakes Return              | Matej Vranič       | 55'     | 2018 | dokumentarni |
| Sukanje niti modernih umetnikov | Intertwining Threads of Modern Artists | Rahela Jagrič Pirc | 50'     | 2018 | dokumentarni |
| Tribuna – veseli upor           | Tribuna – Happy Rebellion              | Janez Burger       | 50'     | 2018 | dokumentarni |
| Vse je enkrat 1.                | There's a First Time for Everything    | Boštjan Vrhovec    | 47'     | 2018 | dokumentarni |

### Kratki filmi
| Film                               | Angleški naslov                 | Režiser                        | Dolžina | Leto | Vrsta        |
| ---------------------------------- | ------------------------------- | ------------------------------ | ------- | ---- | ------------ |
| 25                                 | 25                              | Jan Predan Zvonar              | 7'      | 2018 | igrani       |
| Biba                               | Biba                            | Maja Prettner                  | 26'     | 2018 | igrani       |
| Dunja in Borja gresta v boj        | First Things First...           | Niko Čajić                     | 12'     | 2018 | igrani       |
| Faust                              | Faust                           | Amadej Petan, Liudmila Kuzmina | 4'      | 2017 | dokumentarni |
| Ljubezen v septembru               | Love in September               | Jan Krevatin                   | 4'      | 2018 | igrani       |
| Mama                               | Mama                            | Anže Grčar                     | 9'      | 2018 | igrani       |
| Nenad                              | Nenad                           | Yuliya Molina                  | 6'      | 2017 | dokumentarni |
| Pesmi mladosti                     | Songs of Youth                  | Elle Hesnan                    | 9'      | 2017 | dokumentarni |
| Samo še en objem                   | One Last Hug                    | Simona Jerala                  | 13'     | 2018 | dokumentarni |
| Srečna?                            | Happy?                          | Petra Trampuž Bocevska         | 16'     | 2018 | igrani       |
| Stojan Brezočnik – izgubljeno srce | Stojan Brezočnik – A Lost Heart | Uroš Zavodnik                  | 28'     | 2018 | dokumentarni |
| Šamansko gledališče                | Shamanic Theatre                | Nicole P. Drakulič Trninić     | 34'     | 2018 | dokumentarni |
| Za vse upe sveta                   | For All the World's Hopes       | Jure Dostal                    | 26'     | 2018 | dokumentarni |

### Študijski filmi
| Film                            | Angleški naslov                        | Režiser                            | Dolžina | Leto | Vrsta               |
| ------------------------------- | -------------------------------------- | ---------------------------------- | ------- | ---- | ------------------- |
| Jake in Jen                     | Jake and Jen                           | Neva Kumelj                        | 5'      | 2018 | animirani           |
| Kar od nekod                    | Out of Nowhere                         | Žiga Stupica                       | 5'      | 2018 | animirani           |
| Na drugo stran                  | To the Other Side                      | Mery Gobec                         | 15'     | 2018 | igrani              |
| Nikoli ni miru                  | No Peace in the Studio                 | Žoel Kastelic                      | 2'      | 2018 | animirani           |
| O luni, mesecu in njunem odsevu | On the Moon, Luna and Their Reflection | Ivana Vogrinc Vidali               | 22'     | 2018 | dokumentarni        |
| Risk                            | Risk                                   | Tina Novak                         | 20'     | 2018 | igrani              |
| The Station Job                 | The Station Job                        | Sagar Gahatraj                     | 7'      | 2018 | dokumentarni        |
| Ena od njih / Una di loro       | One of Them                            | Sandra Jovanovska, Helene Thuemmel | 8'      | 2017 | igrano-dokumentarni |
| Zgodovina zapuščanja            | History of Abandonment                 | Matjaž Jamnik                      | 32'     | 2018 | dokumentarni        |

## Spremljevalni program

### Podmladek
Posebni program igranih filmov, ki so jih ustvarili dijaki in šolarji.
| Film              | Angleški naslov       | Režiser            | Dolžina | Leto | Vrsta           |
| ----------------- | --------------------- | ------------------ | ------- | ---- | --------------- |
| Dokaz teme        | The Proof of Darkness | Anže Testen        | 11'     | 2018 | igrani          |
| Kar človek čuti   | What a Man Feels      | Urh Pirc           | 10'     | 2018 | igrani          |
| Luna              | Luna                  | Eva Peljhan        | 12'     | 2018 | igrani          |
| Mali pekel        | Parva Infernum        | Jasa Muller        | 1'      | 2017 | dokumentarni    |
| Med dvema ognjema | Dodgeball             | Skupinsko delo     | 2'      | 2017 | animirani       |
| Metum             | Metum                 | Skupinsko delo     | 2'      | 2017 | animirani       |
| On                | Him                   | Jakob Grižonič     | 5'      | 2018 | igrani          |
| Projekt tujec     | Project Stranger      | Domen Lušin        | 10'     | 2018 | igrani          |
| Prvič tu          | First Time Here       | Tinkara Klipšteter | 2'      | 2018 | eksperimentalni |
| Selfi             | Selfie                | Skupinsko delo     | 5'      | 2018 | animirani       |
| Spomin spomina    | Memory of a Memory    | Brina Lekše        | 7'      | 2017 | igrani          |

### Otroški animirani filmi
| Film                       | Angleški naslov               | Režiser                                                                                               | Dolžina | Leto |
| -------------------------- | ----------------------------- | --- | ------- | ---- |
| Koyaa – Leteči zvezek      | Koyaa – Flying Workbook       | Kolja Saksida                                                                                         | 3'      | 2017 |
| Krzno                      | Fur                           | Skupinsko delo                                                                                        | 3'      | 2018 |
| Miki                       | Miki                          | Luka Bajt                                                                                             | 10'     | 2018 |
| Niti                       | Strings                       | Skupinsko delo                                                                                        | 3'      | 2018 |
| Princ Ki-Ki-Do; Steklofon  | Prince Ki-Ki-Do; Wonder Glass | Grega Mastnak                                                                                         | 5'      | 2017 |
| Svoboda                    | Freedom                       | Skupinsko delo                                                                                        | 2'      | 2017 |
| Trije filmi o rdečem krogu | Three Films of a Red Circle   | Barbara Škraba, Ivona Kruljac, Lovro Smrekar, Andrej Adamek                                           | 2'      | 2017 |
| Vrzi kovanec               | Flip a Coin                   | Andrej Adamek, Nina Baznik, Simona Lustek, Irena Režek, Kristina Kokalj, Tadeja Pungerčar, Eva Margon | 2'      | 2017 |

V tem sklopu je bil prikazan tudi film Maček Muri: Kosilo iz tekmovalnega programa.

### Posvečeno: Tugo Štiglic
| Film                 | Režiser      | Dolžina | Leto | Vrsta  |
| -------------------- | ------------ | ------- | ---- | ------ |
| Poletje v školjki    | Tugo Štiglic | 95'     | 1986 | igrani |
| Poletje v školjki II | Tugo Štiglic | 90'     | 1988 | igrani |
| Tantadruj            | Tugo Štiglic | 83'     | 1994 | igrani |

## Strokovni program
- Okrogla miza slovenskih filmskih publicistov FIPRESCI: Pogledi in podobe slovenskega filma
- AIPA strokovni posvet: KJE SMO? KAM GREMO? (Pogled iz regije)
- Okrogla miza DPPU: Montažerji slike in zvoka (so)avtorji
- Koprodukcijsko srečanje – Fokus: Srbija, leto pozneje: Avstrija
- Maia Workshops letos v Sloveniji: Strokovni seminar o filmskem marketingu
- Pogovori »eden na enega« producentov Slovenije in Srbije
- Kavo si boste pa že sami kuhali – strokovni posvet o nazivu, delokrogu, razvoju in pomenu poklica tajnice/tajnika režije v sodobni produktivni kinematografiji
- Scenarnica – predstavitev in uradni zaključek scenaristične delavnice
- Podelitev nagrade kosobrin za dragocene filmske sodelavce
- Filmsko-kritiška delavnica: Ostrimo pogled na slovenskem filmu